# O Povo na TV
O Povo na TV foi um programa de televisão transmitido pela TVS, atual SBT, entre 1980 e 1984. Inicialmente exibida apenas para o Rio de Janeiro, estreou em rede nacional em 19 de agosto de 1981, dia da inauguração do SBT.

## Histórico
Tratava-se de um programa de entrevistas sobre temas polêmicos e escandalosos. Também exibia fofocas do meio artístico e quadros de defesa do consumidor. Reportagens mostravam as queixas de consumidores mal atendidos, que eram colocados frente a frente com fornecedores de serviços e produtos. A conversa muitas vezes descambava para brigas físicas. Seu embrião foi o programa Aqui e Agora: o Povo na TV, exibido pela Rede Tupi entre 1979 e a falência da emissora, em 1980 apresentado por Wilton Franco.
Alcançou altos índices de audiência e chegou a ameaçar a Rede Globo no horário.
Entre os apresentadores, estavam Wilton Franco, Roberto Jefferson, Wagner Montes, Christina Rocha, Mara Maravilha e Sérgio Mallandro. O programa se encerrava às 18h.
Atualmente, existe uma versão local de O Povo na TV em exibição na filiada de Tocantins da rede. Também há em uma das afiliadas do SBT na Paraíba (TV Tambaú) um programa policial chamado O Povo Na TV. 

## Controvérsia
O programa era cercado de controvérsias. Em uma delas, em 14 de dezembro de 1982, foi levado ao palco do programa um bebê de apenas 9 meses com tumor em um dos olhos e que, segundo a mãe, havia tido atendimento negado em diversos hospitais públicos. Apesar do estado visivelmente enfraquecido da criança, a produção do programa levou-o ao ar e o bebê acabou morrendo ao vivo no programa.